# Raționalizare (psihologie)
Raționalizarea în psihologie și logică este un mecanism de apărare în care comportamentele sau sentimentele controversate sunt justificate și explicate într-un mod aparent rațional sau logic pentru a evita adevărata explicație și apoi în mod conștient fiind considerate tolerabile - sau chiar admirabile și superioare - prin mijloace plauzibile. Este, de asemenea, o eroare informală a raționamentului.
Raționalizarea are loc în doi pași:
1. O decizie, o acțiune, o judecată se iau dintr-un motiv dat sau fără un motiv (cunoscut).
2. O raționalizare se realizează, construind un motiv aparent bun sau logic, ca o încercare de a justifica actul după fapt (pentru sine sau pentru alții).

Raționalizarea încurajează comportamente, motive sau sentimente iraționale sau inacceptabile și implică adesea ipoteza ad hoc. Acest proces variază de la deplin conștient (de exemplu, pentru a prezenta o apărare externă împotriva ridicolului de la alții) până la cea mai mare parte inconștientă (de exemplu, pentru a crea un blocaj împotriva sentimentelor interne de vinovăție sau rușine). Oamenii raționalizează din mai multe motive - uneori când credem că ne cunoaștem mai bine decât noi. Raționalizarea poate diferenția explicația deterministă originală de comportamentul sau sentimentul în cauză.